# NGC 496
NGC 496 је спирална галаксија у сазвежђу Рибе која се налази на NGC листи објеката дубоког неба.
Деклинација објекта је + 33° 31' 41" а ректасцензија 1h 23m 11,6s. Привидна величина (магнитуда) објекта NGC 496 износи 13,4 а фотографска магнитуда 14,2. Налази се на удаљености од 66,549 милиона парсека од Сунца. NGC 496 је још познат и под ознакама UGC 927, MCG 5-4-36, CGCG 502-60, KUG 0120+332A, IRAS 01203+3316, PGC 5061.